# Asociación Mundial de Mujeres Periodistas y Escritoras
La Asociación Mundial de Mujeres Periodistas y Escritoras (WAWJW, por sus siglas en inglés) es una organización no gubernamental fundada en 1969 y que engloba a periodistas y escritoras de todo el mundo.

## Historia
Gloria Salas de Calderón fundó la asociación en mayo de 1969 en México y a cuya creación asistieron representantes de 36 países. El propósito de su nacimiento se basó en el deseo de intercambiar experiencias entre las profesionales del sector y de trabajar unidas.
En 2010 la asociación se refundó en Río Negro. Desde entonces, la AMMPE cuenta con presencia en 27 Estados y uno de sus objetivos fundacionales, la igualdad de género, ha permanecido intacto siendo el Objetivo 5 de Desarrollo Sostenible de la Organización de las Naciones Unidas. Debido a su composición internacional, la Asociación Mundial de Mujeres Periodistas y Escritoras ha impuesto el uso del español y del inglés como lenguas vehiculares.

## Presidencia de la AMMPE
La presidencia de la Asociación Mundial de Mujeres Periodistas y Escritoras se alterna cada dos años al igual que el emplazamiento del Congreso Internacional y que se celebra en el lugar de residencia de cada Presidenta. La fundadora y Presidenta durante su primer año fue Gloria Salas de Calderón, de México, quien ostenta el cargo de Presidenta Honorario Vitalicia. Tras ella se han sucedido 50 años de periodistas y escritoras de todo el mundo. 
En 2020 la Presidencia y el Congreso Internacional se realizó en Roma. La encargada de dirigir esta jornada que se celebró fue Patricia Mayorga, corresponsal en el país transalpino. Mayorga es sucesora de Sarah Gibson, periodista inglesa y editora ejecutiva de la BBC World Service Group elegida en el Congreso de 2016.
En septiembre de 2022, se realizó en Roma el XXIV Congreso Mundial de AMMPEWorld (www.ammpeworld.org) donde fue electa presidenta la periodista chilena, jefa de crónica del diario La Prensa Austral de Punta Arenas, Elia Simeone Ruiz, por el plazo de dos años. Durante este período, la presidenta ha tenido como misión hacer crecer la organización, creando nuevos capítulos que se agregarán a los ya existentes en Italia, Gran Bretaña, España, Taiwán, Canadá, Estados Unidos, México, Guatemala, Uruguay, Colombia y Chile. 
El XXV Congreso Mundial se realizará en la austral ciudad chilena de Punta Arenas, en el mes de septiembre de 2024. Se reunirán bajo el lema "Nuestro norte está en el Sur". Los temas que se abordarán en este encuentro internacional buscarán dar respuestas a distintos asuntos y desafíos que se plantean hoy para el mundo de la literatura y el periodismo, como son la Inteligencia Artificial y su perspectiva ética, la desinformación y su impacto en nuestras democracias, la bioética cultural y la divulgación científica, la construcción de ambientes seguros y libres de violencia para las profesionales y la adaptación de las mallas curriculares de las Escuelas de Periodismo, entre otros.

## Objetivos
La AMMPE nació con una lista de objetivos enfocados en el ámbito del periodismo y en el papel de la mujer. El listado se puede desglosar en:
- Consolidar el respeto a los Derechos Humanos según recoge la Organización de las Naciones Unidas
- Promover la igualdad entre hombres y mujeres en todos los sectores
- Asegurar la igualdad de acceso a las nuevas tecnologías de la información y la comunicación
- Promover el desarrollo profesional de sus miembros
- Promover esfuerzos conjuntos de comunicación entre diferentes países
- Suscitar la interconexión y la coordinación entre redes de comunicaciones profesionales
- Apoyar las oportunidades de desarrollo profesional de sus miembros
- Potenciar el intercambio de conocimiento, experiencias, ideas y valores culturales
- Fomentar la organización de certámenes periodísticos tanto a nivel nacional como regional
- Promover el reconocimiento a profesionales de la comunicación
- Proteger la libertad de expresión
- Favorecer la protección y el cuidado del medioambiente[3]

## Congresos
Los Congresos Internacionales de la AMMPE se llevan a cabo cada dos años en uno de los Estados miembros para tratar asuntos relacionados con circunstancias, noticias de última hora y demandas de la profesión. Entre los temas, destacan la presencia femenina en los medios, el uso de las nuevas tecnologías de la información y la comunicación, el periodismo ambiental o el vínculo entre poder político y medios de comunicación.
A fecha de 2020, el listado de los eventos más recientes es el siguiente:

### XVII Congreso enTaipéi(2006)
Enfocado en la digitalización del periodismo, los diversos seminarios discutieron sobre la modernización de la prensa y el feminismo en Taiwán, el periodismo digital en los países de América Latina, la supervivencia de los medios impresos en el mundo del ordenador y propensiones, retos y oportunidades de la lectura digital.

### XVIII Congreso enChile(2008)
El evento se centró en los cambios que está experimentando la adopción de decisiones públicas a consecuencia de las modificaciones constantes del entorno y del aumento excesivo de información. Además, se dialogó sobre la conjunción de los fenómenos sociales entendiendo esta como la dependencia existente entre ciudadanos, comunidades, Estados, movimientos sociales y el impacto del sistema en el mundo.

### XIX Congreso enBuenos Aires(2010)
Bajo el título "Los nuevos paradigmas de la comunicación en la Era digital", el Congreso se centró en la creación de un nuevo modelo de comunicación en consonancia con los escenarios y realidades del mundo actual donde la mirada femenina puede aportar nuevas concepciones. En este sentido, las asistentes deliberaron sobre el cambio en la subjetivación del sistema y el tratamiento igualitario en el discurso. Asimismo, el Congreso hizo mención a la incorporación de nuevos temas en la agenda mediática a través del respeto a la diversidad, el consenso o el diálogo.

### XX Congreso enTaiwán(2012)
La revolución de los nuevos medios, entendidos como blogs o última hora tratadas desde las redes sociales de los periodistas, y la amenaza que componen contra los medios de comunicación dominantes compuso el eje de debate. Este proceso, denominado como So Lo Mo ejemplifica el aumento de popularidad de los teléfonos inteligentes y las tablets. Otro de los aspectos que se trataron fue la supervivencia del periodismo en este contexto digital y que se observa en la agregación de cadenas de televisión o empresas digitales.

### XXI Congreso enMéxico(2014)
La Universidad Autónoma de Querétaro acogió el evento "Mujeres: la otra mitad de la Historia". A lo largo de los tres días que duró el Congreso, las moderadoras e invitadas conversaron sobre mujeres en la historia; feminismo, género y empoderamiento; mujeres y violencia; el papel de la mujer en el arte, la ciencia y la cultura; y salud sexual y reproductiva y violencia de género.

### XXII Congreso enChile(2016)
La reunión fue inaugurada por Michelle Bachelet, presidenta del país, quien dio la bienvenida a todos los asistentes, entre los que se encontraban periodistas internacionales y nacionales y políticos chilenos. El Congreso se desarrolló en torno a los desafíos que afronta el periodismo y cuyos principales factores son la transparencia y la democracia.

### XXIII Congreso enLondresyKent(2018)
El evento se dividió en cuatro seminarios celebrados a lo largo de cuatro jornadas. El primer día el Congreso enfocó el diálogo en la relevancia de la diversidad a través del desarrollo de diferentes narrativas, el relato de conflictos bélicos alrededor del mundo, la igualdad de acceso y la relación entre jóvenes y medios de comunicación tradicionales. En la segunda jornada se debatió sobre la igualdad de género en las redacciones, así como en el modo de abordar las noticias y la producción final. Los problemas de conciliación y las dificultades que afrontan las periodistas en su día a día también tuvieron su espacio. La imposición de las narrativas digitales a través de los contenidos en redes y la protección de la libertad de expresión en temas sociales y políticos concentraron la mesa del tercer día. En la cuarta y última jornada, el Congreso se trasladó a la Universidad de Kent donde el evento se dio por finalizado con la relación entre turismo y futuro.

### XXIV Congreso enRoma,Italia(2022)
El evento se realizó en Italia bajo la presidencia de Patricia Mayorga. La temática fue "Post Pandemia: "Post Pandemia: Los retos de la Comunicación a nivel planetario”. 

### XXV Congreso enPunta Arenas,Chile(2024)
Se realizará en el mes de septiembre.